# Escuela Preparatoria Sunset (Texas)
La Escuela Preparatoria Sunset (Sunset High School) es una escuela preparatoria del distrito Oak Cliff, Dallas, Texas. Como parte del Distrito Escolar Independiente de Dallas (DISD), sirve a partes de Dallas y Cockrell Hill.

## Historia
Se abrió en 1925 con 1.400 estudiantes y 39 profesores, durante el desarrollo del suroeste de Oak Cliff. Durante este tiempo era la preparatoria con la más grande capacidad en DISD; tenía el mismo plan arquitectónico general como las preparatorias Forest Avenue, North Dallas, y Oak Cliff. Alivió la Escuela Preparatoria de Oak Cliff (ahora la Escuela Preparatoria W. H. Adamson).
Anthony Tovar, un mexicano-estadounidense quien fue contratado como el administrador principal de la preparatoria Sunset en 2006, se hizo popular debido a su papel activo en los asuntos de la escuela y sus interacciones con los estudiantes. Dimitió del DISD en 2013, pero fue contratado como un administrador asistente de director interino de la Academia Colegiada Kathlyn Joy Gilliam en 2015.
En 2014 fue declarado como un sitio histórico por la Ciudad de Dallas, con apoyo de la comisión histórica de la ciudad, y DISD.